# San Pedro de Trones
San Pedro de Trones est une localité de la commune de Puente de Domingo Florez, dans la province de León, Communauté Autonome de Castille-et-Léon, (l'Espagne).
Situé à la limite de la Galice, elle profite d'un climat océanique avec des tendances méditerranéennes. La température moyenne est de quelque 13°C (janvier 5°C, août 22°C). Avec des précipitations plus fréquentes en hiver, et des été très secs[Quoi ?]. Le soleil luit une moyenne de 2.100 heures par an.

## Situation
Elle se trouve proche de la route CL-536 et des localités de Puente de Domingo Flórez et Castroquilame.
Il existe diverses mines à ciel ouvert dans ses alentours.

## Économie
Cette localité possède une grande industrie d'ardoise.

## Évolution démographique
| 2000 | 2001 | 2002 | 2003 | 2004 | 2005 | 2006 | 2007 | 2008 | 2009 | 2010 | 2011 |
| 495  | 486  | 466  | 453  | 436  | 434  | 421  | 408  | 387  | 382  | 378  | 369  |

## Personnalités liées à la ville
- Felipe Fernández García (1935-2012), évêque;
- Rosario Velasco (1957-), pédiatre[1].